# Octopus bimaculoides
Octopus bimaculoides är en bläckfiskart som beskrevs av Pickford och Bayard Harlow McConnaughey 1949. Octopus bimaculoides ingår i släktet Octopus och familjen Octopodidae. Inga underarter finns listade i Catalogue of Life.